# 滋賀県特別支援学校一覧
滋賀県特別支援学校一覧（しがけんとくべつしえんがっこういちらん）は、滋賀県の特別支援学校の一覧。

## 国立特別支援学校
- 滋賀大学教育学部附属特別支援学校

## 特別支援学校（知的障害、肢体不自由、病弱教育）

### 大津市
- 滋賀県立北大津養護学校

### 彦根市
- 滋賀県立鳥居本養護学校

### 長浜市
- 滋賀県立長浜養護学校
- 滋賀県立長浜北星高等養護学校

### 草津市
- 滋賀県立草津養護学校

### 守山市
- 滋賀県立守山養護学校
  - 滋賀県立守山養護学校大津校舎（大津市）

### 甲賀市
- 滋賀県立甲南高等養護学校

### 湖南市
- 滋賀県立三雲養護学校

### 高島市
- 滋賀県立新旭養護学校

### 東近江市
- 滋賀県立八日市養護学校

### 米原市
- 滋賀県立長浜養護学校伊吹分教室(高等部のみ)

### 甲良町
- 滋賀県立甲良養護学校

### 野洲市
- 滋賀県立野洲養護学校

### 愛荘町
- 滋賀県立愛知高等養護学校

## 特別支援学校（視覚障害）

### 彦根市
- 滋賀県立盲学校

## 特別支援学校（聴覚障害）

### 栗東市
- 滋賀県立聾話学校

## 廃校

### 近江八幡市
- 滋賀県立八幡養護学校（2008年に野洲市小南に移転野洲養護学校に名称変更し廃止）

## リンク
- 滋賀県教育委員会